# Цепелюв-Кольонія
Цепелюв-Кольонія (пол. Ciepielów-Kolonia) — село в Польщі, у гміні Цепелюв Ліпського повіту Мазовецького воєводства.
Населення — 192 особи (2011).
У 1975-1998 роках село належало до Радомського воєводства.

## Демографія
Демографічна структура станом на 31 березня 2011 року:
|          | Загалом | Допрацездатний вік | Працездатний вік | Постпрацездатний вік |
| -------- | ------- | ------------------ | ---------------- | -------------------- |
| Чоловіки | 96      | 28                 | 56               | 12                   |
| Жінки    | 96      | 20                 | 52               | 24                   |
| Разом    | 192     | 48                 | 108              | 36                   |